# Клинтън Морисън
Клинтън Хюбърт Морисън (Clinton Hubert Morrison) е професионален футболист с ямайски, ирландски и тринидадски корени, роден в Англия. Играе като нападател за Ковънтри Сити и националния отбор на Република Ирландия.
Прави име с игрите си за Кристъл Палас, на който е и юноша. Изиграва над 150 мача за Палас преди да премине в Бирмингам Сити. Това става през 2002 година, за сумата от 4,25 млн. лири.
Играе четири сезона за Бирмингам преди да се върне в Палас за сезон 2005 – 2006. За тях се състезава до 2008, като на 7 август 2008 подписва с Ковънтри Сити.